# Phan Bá Ất
Phan Bá Ất (sinh ngày 2 tháng 8 năm 1945) là một nhà giáo ưu tú người Việt Nam.

## Xuất thân
Phan Bá Ất sinh ngày 02-08-1945 tại thôn Đa Phúc, xã Sài Sơn, huyện Quốc Oai, thuộc tỉnh Hà Tây (cũ).
Ông nguyên là Phó Trưởng phòng GD&ĐT huyện Quốc Oai.
Cả cuộc đời ông gắn bó với ngành giáo dục, sau khi nghỉ hưu, ông dành thời gian cho việc sáng tác và khảo cứu văn hóa "những vấn đề ít người đề cập hoặc đề cập chưa đủ những điều cần được giới thiệu cho người đọc biết đến" - Phan Bá Ất.

## Tác phẩm[2]
Là tác giả của nhiều bài viết, công trình nghiên cứu có giá trị như:
- "Vài nết đất xưa Kẻ Thầy/Sài Sơn"[3][4] (xuất bản năm 2015)
- Tập thơ Khứ hồi[5] (Nhà xuất bản Hội nhà văn, 2013)
- "Non Sài" (tập Thơ Văn, in chung, Nhà xuất bản Hội nhà văn, 2008)[1]
- "Một bài thơ ứa máu" (Phê bình, Tạp chí Quê Việt Hải Ngoại, 2011).
- "Vọng" (Tập Thơ, Nhà xuất bản Hội nhà văn, 2011)
- Vài đặc điểm âm ngữ và tập quá xưa  của Kẻ Thày/ Sài Sơn.
- "Sài Sơn chi biển bức"
- Đá quý chùa Thầy và thập lục kì sơn
- Về Tam quan chùa Thầy
- Xung quanh văn bia ở Văn Chỉ (làng Đa Phúc, xã Sài Sơn) cụm văn hóa, du lịch chùa Thầy.
- Tái hiện vài nét văn hóa lễ hội Chùa Thầy những năm 30, 40 của thế kì 20[6] (Tạp chí Văn hóa nghệ thuật Số 365/ 2014).
- Quê hương chùa Thầy, vài câu hỏi và kiến giải
- Vấn đề nghiên cứu thần phả trường hợp tướng công Đỗ Cảnh Thạc
- Tể tướng Lữ Gia thư tịch và truyền thuyết với khu vực chùa Thầy
- Trạng Bùng Phùng Khắc Khoan với quê hương chùa Thầy
- Những nhà sư trụ trì chùa Thầy với văn chương và học thuật
- Thực học, thực tài của các danh sĩ dòng họ Phan Huy ở Sài Sơn.
- Người đi[7]

## Phong tặng[2]
- Danh hiệu Nhà giáo ưu tú (Chủ tịch nước phong tặng năm 1994).
- Huy hiệu và Bằng Lao Động sáng tạo (Liên đoàn LĐVN phong tặng).
- Huân chương Kháng chiến hạng ba (Hội đồng Nhà nước phong tặng).
- Huy chương Vì sự nghiệp giáo dục (Bộ giáo dục trao tặng).

## Nhận xét[2]
"Công trình của tác giả Phan Bá Ất như một lời khẳng định sự phong phú của vùng đất vẫn lưu giữ được những trầm tích văn hóa quý báu."[2] - Hàm Đan
"Vài nết đất xưa Kẻ Thầy Sài Sơn" có thể coi như một cẩm nang văn hóa về chùa Thầy, giúp ích cho người khách thăm chùa và cho những người muốn có tư liệu về phong tục học, địa phương học, văn hóa học..." - PGS TS Đỗ Lai Thúy.